# Maciej Biesiadecki

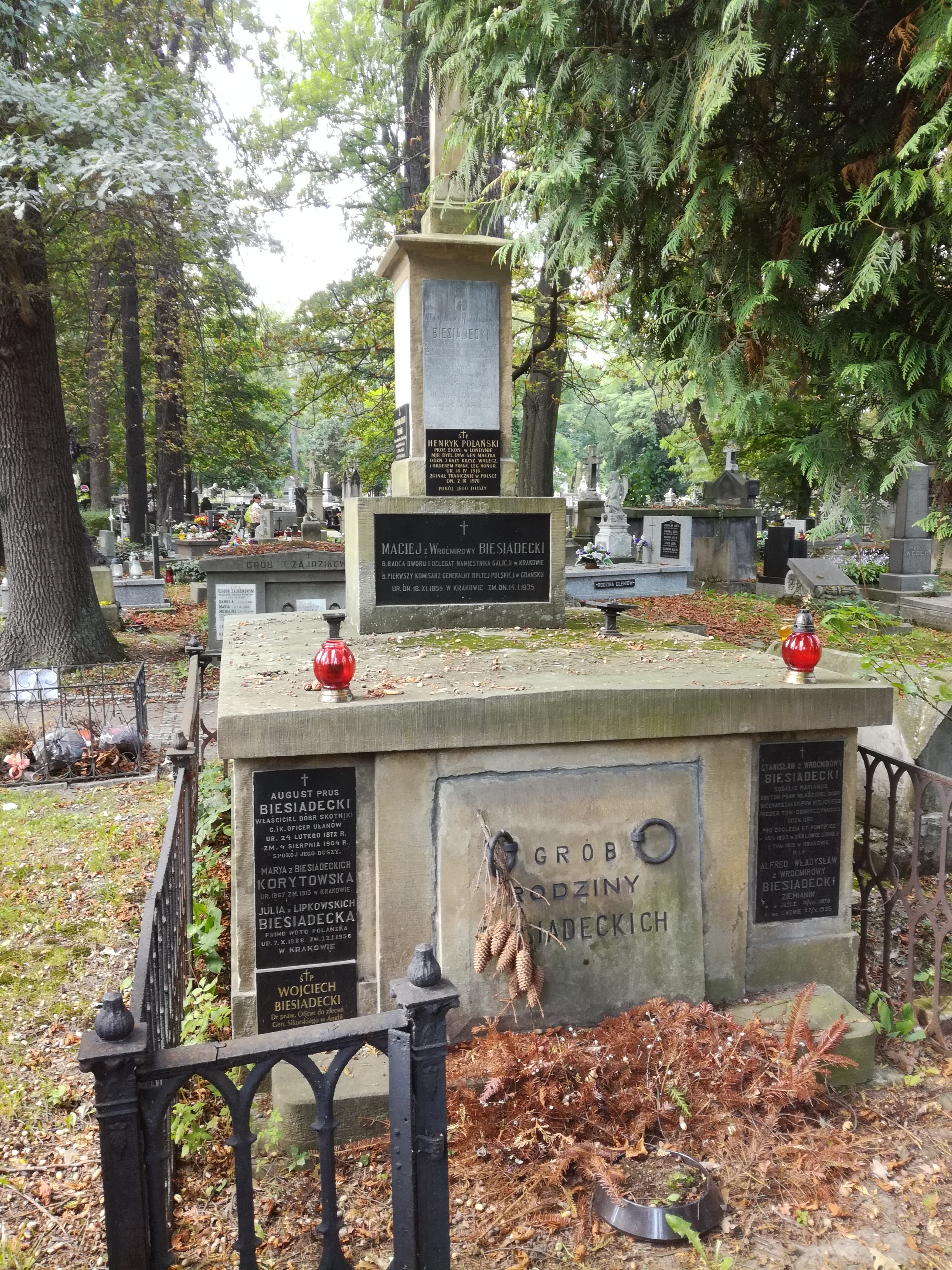
Grób Macieja Biesiadeckiego na cmentarzu Rakowickim

Maciej Biesiadecki (ur. 18 listopada 1864 w Krakowie, zm. 14 stycznia 1935 w Krakowie) – prawnik, austriacki urzędnik i polski dyplomata, pierwszy Komisarz Generalny Rzeczypospolitej Polskiej w Wolnym Mieście Gdańsku.

## Życiorys
Syn Stanisława. Absolwent Gimnazjum św. Jacka w Krakowie (1882) oraz Wydziału Prawa Uniwersytetu Jagiellońskiego (1887), uzyskując tytuł doktora prawa. 
Wstąpił do austriackiej służby państwowej, w której m.in. pełnił funkcję w ramach autonomicznej Galicji (starosty bialskiego i starosty krakowskiego (1904–1913). 
2  stycznia 1918 mianowany na radcę Dworu w etacie państwowej Administracji w Galicji i został przeniesiony z Białej do Krakowa, gdzie objął stanowisko kierownika starostwa. Po I wojnie światowej Biesiadecki od premiera Ignacego Paderewskiego w listopadzie 1919 otrzymał nominację na Komisarza Generalnego Rzeczypospolitej Polskiej w Wolnym Mieście Gdańsku (1920–1921). 10 lutego 1920 uczestniczył w uroczystościach zaślubin Polski z morzem wraz z generałem Józefem Hallerem i innymi oficjelami. W ocenie współpracowników był człowiekiem dobrym i uprzejmym, ale niesamodzielnym i nierozumiejącym swojej roli w Gdańsku. W stosunku do władz Wolnego Miasta zajmował postawę ugodową i unikając konfliktów chciał pozyskać do współpracy z Polską Senat Wolnego Miasta Gdańska i sfery gospodarcze miasta, jak się okazało jego starania były bezskuteczne. 
Został odwołany ze stanowiska, w związku ze zmianą polskiego nastawienia do Wolnego Miasta Gdańska na bardziej konfrontacyjne, i 5 lipca 1921 przekazał urząd Leonowi Plucińskiemu.
Pochowany został w grobowcu rodzinnym na cmentarzu Rakowickim w Krakowie (kwatera 5-wsch-po prawej Noelów).